# ایگاریتگا
ایگاریتگا (به پرتغالی: Igaratinga) یک منطقهٔ مسکونی در برزیل است که در میناز ژرایس واقع شده‌است. ایگاریتگا ۱۱٬۰۰۵ نفر جمعیت دارد.